# عسل خامه‌ای

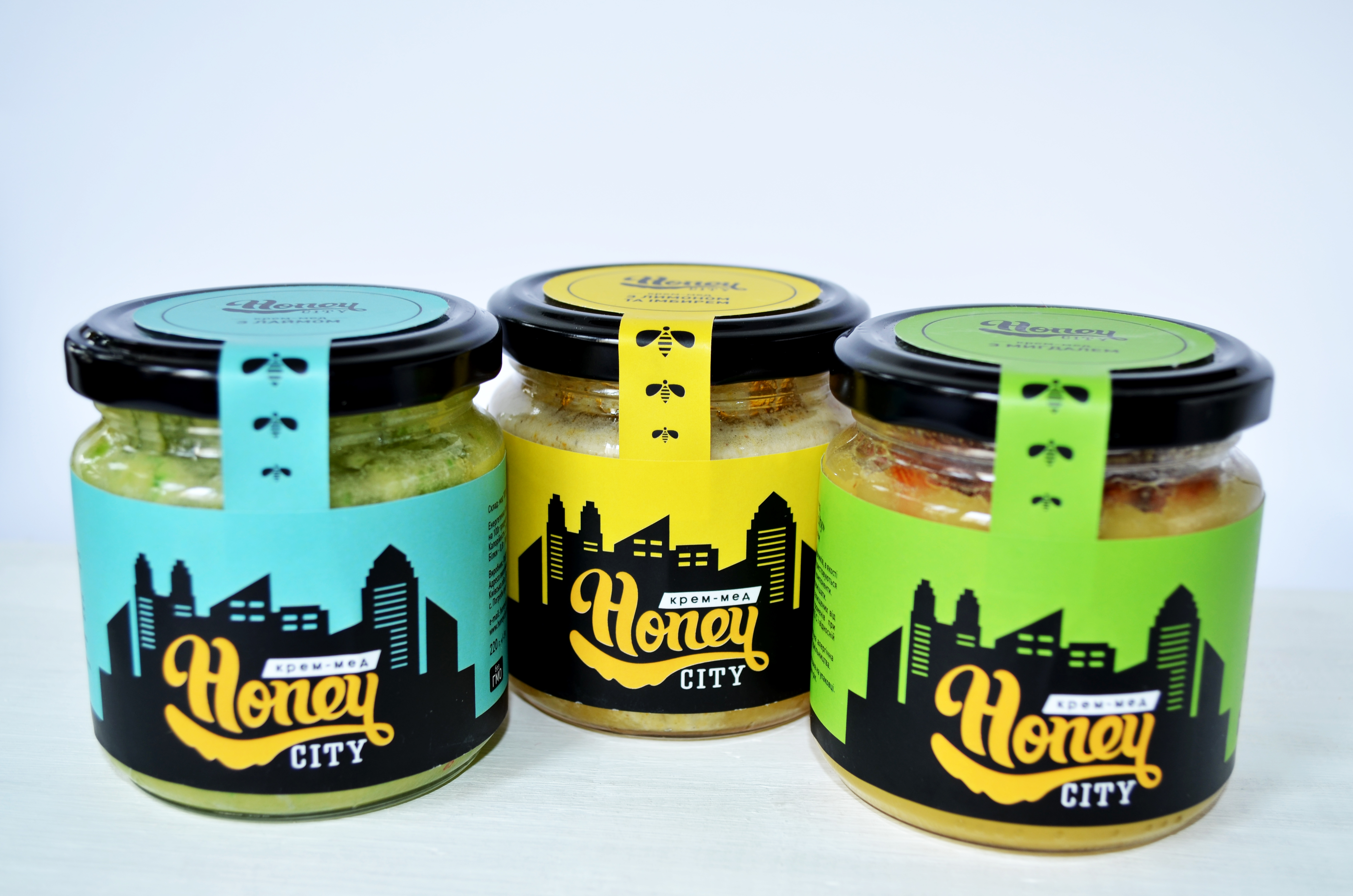
عسل خامه‌ای با افزودنی‌های طبیعی

عسل خامه‌ای عسلی است که برای کنترل فرایند بلوری شدن، فرآوری شده‌است. عسل خامه ای حاوی مقدار زیادی بذر بلور می‌باشد که می‌تواند جلوی تشکیل بلورهای بزرگ که در عسل فرآوری‌نشده دیده می‌شود را بگیرد. همچنین این فرایند منتهی به تولید عسلی با غلظتی مطلوب و بافت قابل پخش می‌شود.
نام‌های دیگر برای عسل خامه ای، عسل هم زده، عسل تنیده، عسل گردانده شده، عسل فانتزی و در انگلستان عسل تنظیم‌شده می‌باشد.

## روش‌های تولید
به دلیل اینکه انواع مختلف عسل خام با منشأ گل متفاوت، به سرعت متبلور می‌شوند و به‌صورت بلورهای قندی درشت در می‌آیند، بسیاری از تولیدکنندگان بوسیله خامه‌ای کردن عسل، بر این مسئله غلبه می‌کنند. در حین فرایند خامه‌ای کردن، فرایند تبلور که به دقت کنترل می‌شود، رنگ عسل را نیز روشن‌تر می‌کند، اما بر طعم و فواید مواد مغذی موجود در آن هیچ تأثیری نمی‌گذارد.
اولین روش برای تولید عسل خامه ای توسط [التون جی. دایس] در سال ۱۹۳۵ (شماره ثبت اختراع در آمریکا:۱۹۸۷۸۹۳) ثبت شد. در این فرایند ابتدا عسل خام، پاستوریزه می‌شود تا هرگونه مخمر که ممکن است داخل آن وجود داشته باشد نابود شود. سپس عسل خامه‌ای که قبلاً تهیه شده، به عسل پاستوریزه اضافه می‌شود تا ترکیبی با نسبت ۱۰٪ عسل خامه‌ای و ۹۰٪ عسل پاستوریزه ایجاد شود. ترکیب حاصل شده در دمای کنترل شده (۱۴ درجه سلسیوس) استراحت داده می‌شود. این فرایند یک چانه عسل خامه ای را در مدت یک هفته تحویل می‌دهد. می‌توانیم به عسل معمولی مهلت بدهیم تا بلوری شود و سپس با شکستن بلورها به اندازهٔ دلخواه، چانهٔ بذر تولید کنیم. با افزودن پره‌هایی جهت هم زدن ترکیب در دمای ثابت ۱۴ درجه سلسیوس همین روش را برای تولید در مقیاس بالا بهبود می‌بخشیم.

## رطوبت عسل
در صورتی که مقدار رطوبت عسل بسیار بالا باشد، عسل پایدار باقی نمی‌ماند. هیچ تولیدکننده مشهوری به عسل آب اضافه نمی‌کند، زیرا این کار می‌تواند باعث تخمیر عسل و انتشار بوی الکل از آن شود. اما عسل خالص جمع‌آوری شده در کشورهای دارای رطوبت بالا، مانند مالزی و اندونزی، میل زیادی به تخمیر با گذشت زمان دارند، بخصوص زمانی که به‌خوبی هوابندی نشده باشند. همچنین ممکن است متوجه شده باشید که در این گونه کشورها، عسل معمولاً به شکل خامه‌ای یافت نمی‌شود، زیرا حالت چسبندگی آن‌ها نسبتاً کمتر است و سرعت تبلور این نوع عسل‌ها نیز پایین است.